# جنین پیرو
جنین پیرو (انگلیسی: Jeanine Pirro؛ زادهٔ ۲ ژوئن ۱۹۵۱)
چهره تلویزیونی، دادستان، قاضی و سیاستمدار سابق جمهوری‌خواه در نیویورک است. پیرو هم‌اکنون مجری برنامه عدالت با قاضی جنین در فاکس نیوز است.
او نخستین قاضی زن انتخاب شده به دادگاه شهرستان وستچستر، نیویورک است و پیش از انتخابش نخستین دادستان ناحیه ای زن شهرستان وستچستر بود. پیرو در مقام دادستان به خاطر پرونده‌های خشونت خانگی و جرایم علیه سالمندان توجهات زیادی را به خود جلب کرد. او در سال ۲۰۰۶ مدت کوتاهی برای کسب نامزدی حزب جمهوریخواه در انتخابات مجلس سنای ایالات متحده آمریکا علیه هیلاری کلینتون رقابت کرد ولی متعاقباً از آن رقابت خارج شد و نامزد حزب جمهوریخواه در انتخابات دادستانی کل نیویورک در سال ۲۰۰۶ شد که آن رقابت را در انتخابات سراسری به اندرو کوئومو واگذار کرد.